# Јоргос Алкаиос
Јоргос Алкаиос (грч. Γιωργος Αλκαιος; 24. децембар 1971.) је грчки певач. Његова каријера почела је 1989. након појављивања у грчком ријалитију. Након кратког периода сценске глуме, Алкаиос се посветио музици. Његов први сингл "Ti Ti" учинио га је популарним у Грчкој. Његов препознатљив музички стил спаја грчке и оријенталне елементе са модерном поп музиком. До данас је сертификован са 5 платинастих и 9 златних албума. Алкаиос је представљао Грчку на такмичењу за Песму Евровизије 2010. са песмом „OPA“ и пласирао се на 8. место у финалу.

## Рани живот
Алкаиос је рођен у Атини од родитеља Грка и Португала. Одмах по рођењу, Алкаиос се преселио у Бостон, где је живео три године. Убрзо након што су му се родитељи развели, вратио се у Грчку са оцем са три године.
Одгајан првенствено од своје баке Ане, живео је у Халандрију и током детињства провео лета на Саламинију са пријатељима и рођацима. Први посао је добио са дванаест година.
Алкаиос је од малих ногу показивао љубав према музици и спорту. Прво искуство са музиком и позориштем стекао је у летњем кампу у Варимпомпију, где је четири године био и саветник у кампу. Са шеснаест година Алкаиос је напустио средњу школу да би постао електричар.

## Каријера

### 1989–1991: Почеци
Алкаиос се први пут појавио на телевизији у септембру 1989. са седамнаест година у једном од првих ријалити програма у Грчкој, "Ela Sto Fos". У емисији је било 1.500 нових глумаца, певача и плесача, који су касније сужени на двадесет, а Алкаиос је био један од њих. Док је био у емисији, учио је плес са Данијелом Ломелом, глуму са Никијем Триантафилидуом и музику са Јоргосом Хацинасиосом, између осталих.
Током лета исте године, био је на аудицији и добио улогу у представи Миноса Волонакија „Антигона”, у којој је глумио легендарни Алики Вуђоуклаки и уз музику Микиса Теодоракиса. Пробе су трајале више од два месеца, а представа је премијерно изведена у античком позоришту Епидаврос. У то време, Алкаиос је постао најмлађи глумац који је добио улогу у историјској представи, а такође је играо у историјском позоришту.
Током истог лета, Алкаиос је одлучио да промени фокус са позоришта на музику. Затим га је колега певач Христос Дантис упознао са директором BMG Вангелисом Јанопулосом, док је снимао свој деби албум "Aman". Вангелис Јанопулос је ставио на аудицију Алкаиоса (који је у том тренутку још увек носио своје право презиме које је Василеиу) и одлучио да га потпише са дискографском кућом. Заједно су пронашли Алкаиосов будући "звук" и "стил". У лето 1991. Алкаиос је отишао на турнеју по целој Грчкој заједно са својим колегом Христосом Дантисом. У септембру исте године, Алкаиос је учествовао на Солунском такмичењу за песму са песмом „Den Me Theleis Tolmiro“, где је званично почео да носи име „Јоргос Алкаиос“ за разлику од свог рођеног имена које је до тада користио. Алкаиос је победио тадашњег новајлије Сакиса Руваса и освојио награду за "најбољи вокал" за један поен.
Пре објављивања свог деби албума, Алкаиос је такође почео да пише музику за друге певаче. Једна од песама које је написао за то време била је „Opa Opa“ за истоимени албум Нотиса Сфакианакиса. Песму су такође обрадили и Деспина Ванди .

### 1992–1998: Деби и успех
1992. Алкаиос је објавио свој деби албум под називом Me Ligo...Trak. Музику на албуму је написао Алкаиос, док је текстове ексклузивно написала Еви Дроутса која је завршила продукцију плоче коју је покренуо Вангелис Ианнопоулос. Сингл „ Ти Ти “ (обрада Халедовог арапског хита „Диди“), а који значи „Шта ? ста ?" постала је велики хит у Грчкој и била је једна од првих грчких песама које су мешале оријенталне звуке са западним попом, пратећи тако путеве које је „Аман“ Христоса Дантиса трасирао раније, потврђујући тако грчке нове музичке стандарде у то време.
Током наредних девет година, Алкаиос је сарађивао са Гаврилисом Панцисом, што је довело до многих златних и платинастих албума. Наредних пет година носио је црни шал на десној руци који је постао његов заштитни знак, а постао је и један од првих грчких уметника који су отворено прихватили моду.
1993. објавио је свој други албум под називом Ax! Koita Me, а затим Den Peirazei. 1995. објавио је "Анеф Логоу" који је постао златни. Уследио је Ентос Еафтоу и касније Ен Психро који су обоје постали платинасти.

### 1998 – данас: Даљи успех
1998. Алкаиос је потписао уговор са Sony Music Greece. Убрзо након што је објавио албум Ixoi Siopis који је имао потпуно нови изглед за Алкаиоса, док је омот албума шокирао многе. Албум је достигао златни тираж за мање од 24 сата, а касније платинасти. Наредни албум Sirmatoplegma из 1999. која је такође достигла златни тираж за мање од 24 сата, а касније и платинасти. Турски фудбалски тим Галатасарај одабрала је насловну песму за химну.
2000. издаје Pro Ton Pilon, а затим Oxigono наредне године, који су обоје достигли златни тираж. ЦД сингл под називом "Karma" објављен је 2002.
2003. Алкаиос је потписао уговор са Alpha Records, а убрзо након тога објавио је албум Kommatia Psihis. За зимску сезону 2003–2004 Алкаиос је наступао са Анци Самиу у клубу Гефира.
2005. Алкаиос је објавио живи албум под називом "Live Tour". На албуму, који садржи три ЦД-а, налазе се песме снимљене током претходних дванаест година на разним концертима у Грчкој, Сједињеним Државама, Канади, Аустралији, Немачкој, Великој Британији, Албанији и на Кипру.
2006. Алкаиос је потписао уговор са Virus Music, поново сарађујући са Милтосом Карацасом. У новембру 2008. Алкаиос је основао сопствену издавачку кућу Friends Music Factory.
2010., Гиоргос Алкаиос и пријатељи су најављени међу девет других пријављених за учешће у грчком националном финалу које је организовала национална телевизија како би представљала Грчку на такмичењу за песму Евровизије 2010. 12. марта 2010. грчка јавност је заједно са жиријем одабрала Алкаиос анд Фриендс да представљају Грчку на такмичењу за Песму Евровизије 2010. са песмом „ ОПА “.  25. маја 2010, Алкаиос је у првом полуфиналу наступао 13. и завршио на 2. месту са 133 бода, што му је омогућило пласман у финале. Алкаиос је 29. маја 2010. наступио 11. у финалу и завршио на 8. месту са 140 бодова.
Од тада је Алкаиос као да је у пензији на грчком острву Милос, док су у периоду од децембра 2011. до јануара 2012. учествовале рекордне сесије за „поновно учитавање” свих његових хитова под радним називом „Deja vu”. Неке нумере су се већ појавиле на Јутјубу. А о предстојећој турнеји се разговара.

## Дискографија
| - 1992: Me ligo...trak (Με λίγο...Τρακ) - 1993: Ah! Koita me (Αχ! Κοίτα με) - 1994: Den peirazei (Δεν πειράζει) - 1995: Anef logou (Άνευ λόγου) (Gold) - 1996: Entos eaftou (Εντός εαυτού) (Platinum) - 1997: En psichro (Εν ψυχρώ) (Platinum) - 1998: Ichi siopis (Ήχοι σιωπής) (Platinum) - 1999: Sirmatoplegma (Sυρματόπλεγμα) (Gold) - 2000: Pro ton pilon (Προ των πυλών) - 2001: Oxygono (Οξυγόνο) - 2003: Kommatia psichis (Κομμάτια ψυχής) - 2004: Aithousa anamonis (Special Edition) (Αίθουσα αναμονής) - 2006: Nichtes apo fos (Νύχτες από φώς) - 2007: Eleftheros (Ελεύθερος) - 2008: To diko mas paramithi (Το δικό μας παραμύθι) | - 1999: Ta dika mou tragoudia-The Best Of '92-'99 (Τα δικά μου τραγούδια) - 2002: Ta Tragoudia Mou (Τα τραγούδια μου) - 2005: Live Tour - 1999: The Remixes E.P. - 2002: Karma (Κάρμα) - 2010: Dos mou ligo fos (Δως μου λίγο φως) |

### Продукцијска дискографија
Алкаиос је такође писао за неколико других уметника. Песма "Opa opa", коју су обрадили многи певачи, објавили су као сингл Нотис Сфакианакис, Antique и Деспина Ванди . Верзија групе Antique се нашла у првих 10 неких европских листа. Верзија Деспине Ванди достигла је 3. место у Америци.

## Friends Music Factory
Фриендс Мусиц Фацтори је била независна издавачка кућа коју су основали Гиоргос Алкаиос и његов колега музичар и пријатељ Дионисис Сцхинас у новембру 2008. Осим на традиционалним продајним местима, издања ове етикете се такође дистрибуирају киосцима вести широм Грчке и Кипра, често у пакету са посебним издањима публикација по сниженој фиксној цени.
Други уметници и запослени из издавачке куће помогли су у писању текста за Алкаиосову песму Евровизије „ ОПА “, од којих су неки наступили са њим на бини на Песми Евровизије 2010 .